# Bernard Taiji Katsuya
Bernard Taiji Katsuya (japonêsベルナルド 勝谷 太治, Berunarudo Katsuya Taiji; nascido em 2 de dezembro de 1955 em Muroran) é um clérigo japonês e bispo católico romano de Sapporo.
Bernard Taiji Katsuya foi ordenado sacerdote em 29 de abril de 1986.
O Papa Francisco nomeou-o Bispo de Sapporo em 22 de junho de 2013. O Arcebispo de Tóquio, Peter Takeo Okada, ordenou-o bispo em 14 de outubro do mesmo ano. Os co-consagradores foram o ex-bispo de Sapporo, Peter Toshio Jinushi, e o bispo de Niigata, Tarcisio Isao Kikuchi SVD.